# Malawi hívójelkörzetei
Malawi jelenleg (2024) nincs felosztva hívójelkörzetekre.
A Malawi számára az ITU a 7Q hívójelprefixet határozta meg.
| Prefix | Körzet | Hely/jelleg                                                     | ITU zóna | CQ zóna | 1 szintű QTH lokátor |
| ------ | ------ | --------------------------------------------------------------- | -------- | ------- | -------------------- |
| 7Q     | [0..9] | Malawi                                                          | 53       | 37      | KI, KH               |
| ZD     | 6      | Kivezetve, az Egyesült Királyság fennhatósága alatt használták. | 53       | 37      | KI, KH               |

## Lajstromjel
Vízi és légi járművek lajstromjelezéséhez a 7Q prefixet használják.